# Grup Etnik
Grup Etnik va ser un grup de música pop turc que va represantar a Turquia, junt amb la cantant Şebnem Paker, en el Festival de la Cançó d'Eurovisió 1997, situant-se en el 3è lloc amb la cançó Dinle (Escolta).